# Canton de la Bachellerie
Le canton de la Bachellerie est un ancien canton français du département de la Dordogne. Il faisait partie du district de Montignac. Le canton avait pour chef-lieu La Bachellerie.

## Histoire
Le canton de la Bachellerie est créé en 1790 sous la Révolution en même temps que les départements. Il dépend du district de Montignac jusqu'en 1795, date de suppression des districts.
Lorsque ce canton est supprimé par la loi du 8 pluviôse an IX (28 janvier 1801)  portant sur la « réduction du nombre de justices de paix », ses communes sont alors entièrement intégrées au canton de Terrasson dépendant de l'arrondissement de Sarlat.

## Composition
- La Bachellerie[1]
- Beauregard[2]
- Chatres[3]
- Peyrignac[4]
- Saint Rabier[5]
- Villac[6]